# Podmieszanie kotła

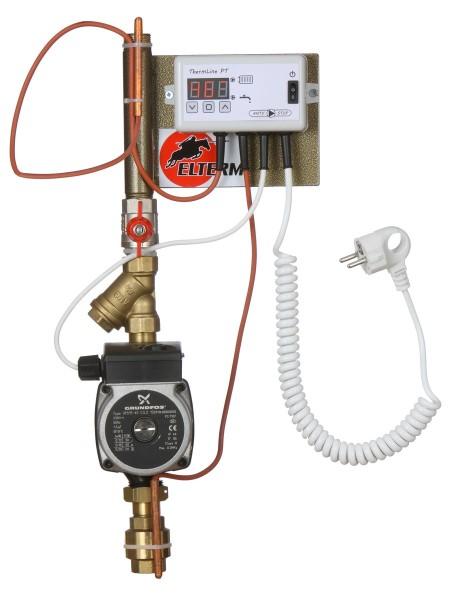
Moduł pompowy kotła z podmieszaniem

Podmieszanie kotła – sposób ochrony kotła przed zbyt niską temperaturą wody powrotnej (korozją niskotemperaturową). Urządzeniem służącym do takiej ochrony jest moduł pompowy kotła z podmieszaniem. Przy zbyt niskiej temperaturze wody powrotnej (wartość niższa niż ustawiona na regulatorze), czujnik przekazuje do regulatora sygnał o osiągnięciu dolnej granicy temperatury, zaś regulator powoduje włączenie pompy, po czym następuje natychmiastowe podmieszanie z gorącą wodą z zasilania. Czas reakcji modułu pompowego jest dużo szybszy niż 3- lub 4-drogowego zaworu z siłownikiem, a ponadto w przeciwieństwie do nich, moduł nie odcina naczynia wzbiorczego od kotła w przypadku braku oddzielnej rury bezpieczeństwa.